# Phí, Lâm Nghi
Phí (Hán Việt: Phí huyện) là một huyện thuộc địa cấp thị Lâm Nghi, tỉnh Sơn Đông, Cộng hòa Nhân dân Trung Hoa. Huyện này có diện tích 1893 km2, dân số 920.000 triệu (2001). Huyện Phí được chia thành các đơn vị hành chính gồm 18 trấn, 565 thôn hành chính. Huyện Phí nằm phía nam Mông Sơn. Diện tích đất canh tác 101 vạn mẫu, diện tích đất đồi núi chiếm 76,4%.